# Pierric
Pierric é uma comuna francesa na região administrativa do País do Loire, no departamento de Loire-Atlantique. Estende-se por uma área de 27.3 km². Em 2010 a comuna tinha 1 006 habitantes (densidade: 36,8 hab./km²).